# Schloss Rosenholm

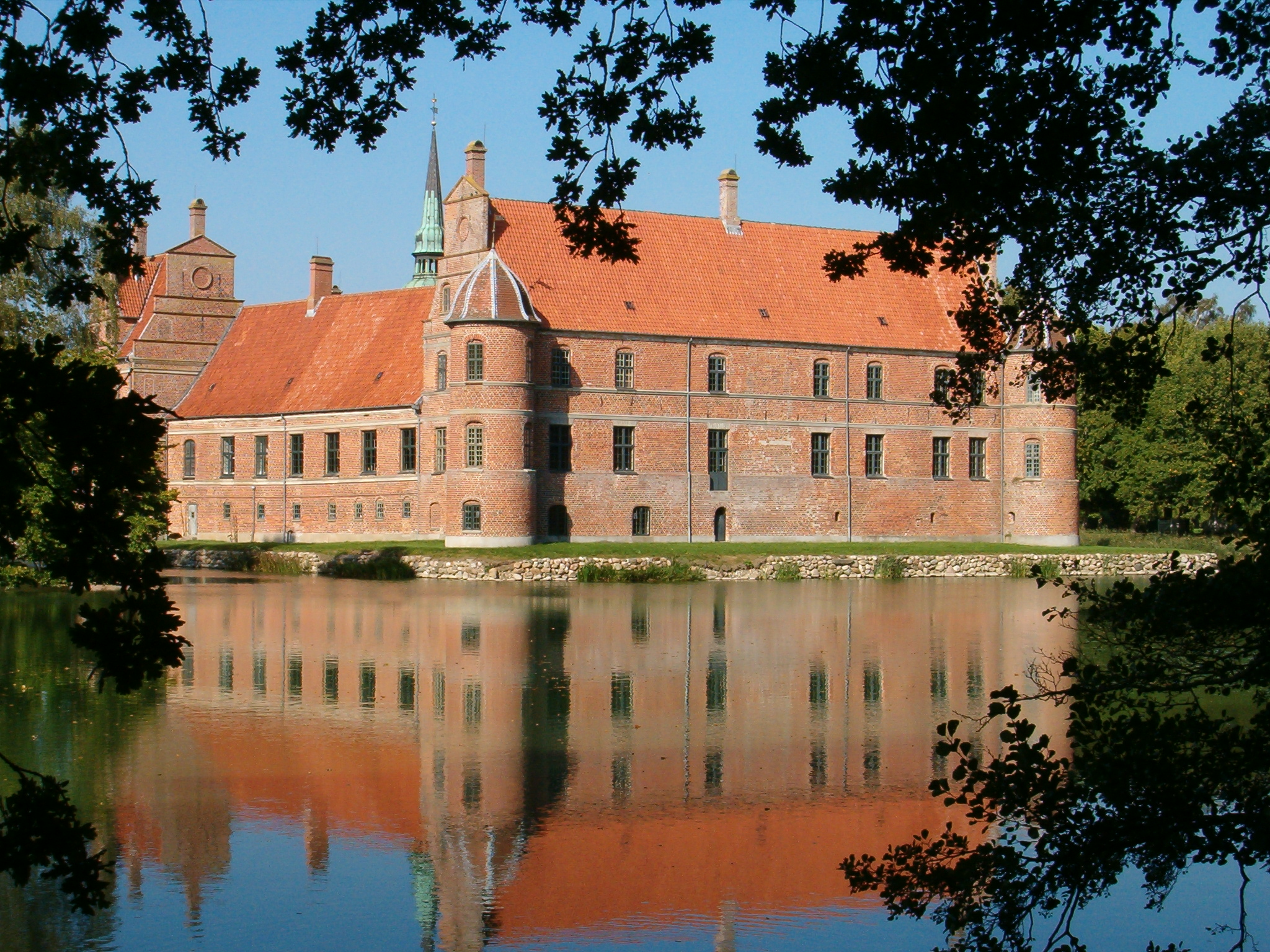
Das Schloss von Südosten

Schloss Rosenholm (dänisch Rosenholm Slot) ist als Standort seit dem 14. Jahrhundert bekannt. Es war bis zur Reformation 1536 im Besitz der Kirche und wurde danach der Krone unterstellt, die es 1559 gegen andere Besitztümer des Adelsgeschlechts Rosenkrantz eintauschte. Das Schloss liegt nördlich von Hornslet in Jütland auf der Halbinsel Djursland in Dänemark.
In seiner heutigen Form wurde es zwischen 1559 und 1567 erbaut und ist neben der Burg Spøttrup eine der ältesten Anlagen in Dänemark. Der Erbauer war Jørgen „George“ Ottesen Rosenkrantz (1523–1596), Enkel von Anne Meinstrup, Vater von Holger Rosenkrantz und Mitglied einer der ältesten Adelsfamilien des Landes, deren Name William Shakespeare im Theaterstück Hamlet benutzte. Im Jahr 1607 war das vierflügelige, als eines der ganz wenigen von der italienischen Renaissance beeinflusste Schloss komplett. In den 1740er Jahren wurde der fünf Hektar große Garten angelegt mit symmetrischen Alleen und Hecken. Im Inneren wurde das Schloss im Barockstil neu eingerichtet. Rosenholm ist mit Hunderten von Möbeln, Gemälden und Wandteppichen ausgestattet und im Sommer zu besichtigen. Ein Kleinod ist der Garten-Pavillon, das sogenannte Pirkentavl stammt von 1560.